# Rødovre Skøjte Arena
Rødovre Skøjte Arena er en skøjtehal i Rødovre, Storkøbenhavn. Hallen, der blev indviet den 6. februar 1995, er hjemmebane for både Rødovre Skøjte & Ishockey Klub, samt dennes eliteoverbygning Rødovre Mighty Bulls, og den bruges dermed både til kunstskøjteløb og ishockey. Fra oktober 2018 ændrede hallen officielt navn til Rødovre Centrum Arena som følge af et navnesponsorat fra indkøbscenteret Rødovre Centrum, beliggende ca. 1 km øst for arenaen. Fra den 1. januar 2024 overtog Holger Danske Flytteforretning navnesponsoratet, og hallen blev herefter kendt under navnet Holger Danske Arena.
Hallen blev opført som erstatning for den gamle, nedslidte Rødovre Skøjtehal med kælenavnet Kostalden, der lå i den nordøstlige del af Rødovre ved Rødovrevej. Rødovre Skøjte Arena ligger på Rødovre Parkvej og er bygget sammen med Rødovrehallen via en indgangsfoyer. Fra denne foyer er der både adgang til tilskuerpladserne og til kælderen, hvor omklædningsrummene ligger. Desuden findes der en række døre ind mod Rødovrehallen.
Rødovre Skøjte Arena blev bygget efter norsk forbillede, idet man blev inspireret af de skøjtehaller, der blev bygget til de olympiske vinterlege i Lillehammer. Det afspejles blandt andet i tagkonstruktionen, der hælder ud mod Rødovre Parkvej, således at siddeafsnittet på den modsatte side er højere og kan rumme flere tilskuere. Hallen har plads til 3.600 tilskuere, heriblandt 2.012 siddende, hvilket gør den til den største skøjtehal på Sjælland. Begge langsider har siddepladser, mens de to endetribuner er indrettet som ståpladser.
Bag den høje siddetribune findes en VIP-lounge med adgang til hallen. Loungen blev udvidet i 2006, således at den nu strækker sig over hele langsiden.
På parkeringspladsen bag udebane-ståtribunen, ud mod tennisbanerne blev en kombineret tennis- og ishockeytræningshal opført i perioden 2008-10. Hallen forventedes oprindeligt at stå klar omkring sæsonstarten 2009-10, men et uheld satte projektet tilbage: under monteringen af et spær skete der en menneskelig fejl, således at det store stålspær faldt ned, og hele hallen væltede. Ingen personer kom alvorligt til skade.